# دیلان وودهد
دیلان وودهد (انگلیسی: Dylan Woodhead؛ زادهٔ ۲۵ سپتامبر ۱۹۹۸) ورزشکار واترپلو اهل ایالات متحده آمریکا است. او به نمایندگی از ایالات متحده در بازی‌های المپیک تابستانی ۲۰۲۰ و بازی‌های المپیک تابستانی ۲۰۲۴ حضور داشته است و در دانشگاه استنفورد نیز در رقابت‌های دانشگاهی واترپلو شرکت کرده است.